# Péril en la demeure
Péril en la demeure je francouzský hraný film z roku 1985, který režíroval Michel Deville podle románu Sur la terre comme au ciel Reného Belletta. 

## Děj
Davida Aurpheta si najmou manželé Julia a Graham Tombsthayovi jako učitele hry na kytaru pro svou dospívající dceru Viviane. Ve stejný den se David také seznámí s Juliinou novou sousedkou Edwige, poněkud zvláštní mladou ženou. Julia po čase začne flirtovat s Davidem, ale pak flirt přeruší. Julia, David a Viviane kupují Viviane novou kytaru. David pozve Edwige do kavárny. Večer se Julia a David setkají a mají sex. Po první lekci kytary s Viviane, která mu otevřeně řekne, že spí se spoustou mužů, stráví David odpoledne s Edwige, která s ním flirtuje, ale poté ho odmítne. Tvrdí, že má poměr s Juliiným manželem, což David záhy odhalí jako lež.
Cestou domů je David napaden železnou tyčí; muž ukradne Davidovu peněženku. Davida zachrání neznámý muž, z něhož se vyklube profesionální zabiják Daniel. Daniel myslí, že útočník měl Davidovi zlomit ruku, aby už nemohl hrát na kytaru. Daniel dá Davidovi své telefonní číslo. O něco později se David podle plánu stěhuje ze svého malého bytu do zchátralé vily na venkově. Krátce nato anonymně obdrží videokazetu, na které má sex s Julií. Tuto kazetu dostala i Julia. Julia však nevěří, že by za nahrávkou a útokem na Davida mohl stát Graham. David je toho večera pozván k Tombsthayům, kde existují náznaky, že se Graham mohl o aféře dozvědět. Daniel radí Davidovi, aby se držel dál od Julie. Má za úkol zabít Grahama a získat z vily malý glóbus s mikrofilmem ukrytým uvnitř. Protože se kolem Davidova domu neustále objevují cizinci, Daniel dá Davidovi zbraň.
Navzdory Danielově radě se David domluví na setkání s Julií v jejím domě. Graham má být na služební cestě, ale jeho let byl zrušen. Napadne Davida nožem a chce ho zabít, protože podvedl jeho ženu. Přiznává také, že poslal na Davida útočníka. David Grahama zastřelí. Julia mu pomáhá předstírat loupež v domě a dá mu malý glóbus jako dárek. Daniel zakope pistoli a glóbus na své zahradě. Edwige zavolá Danielovi a ukáže mu fotografie Julie, Grahama a jeho, které pořídila. Uvědomí si, že o aféře ví. Daniel se zase domnívá, že Julia zabila svého manžela a chce od ní vydírat zeměkouli únosem Viviane. Po krátké době však přivede Viviane k Davidovi a objasní mu, že musí zabít toho, kdo má glóbus. David přiznává, že má glóbus sám. Předá ho Danielovi, který ještě musí zabít Julii podle příkazu svého klienta. David ale zastřelí Daniela, který mu předtím sdělil všechny podrobnosti o svém klientovi. V jeho kabátě najde klíč od skříňky, kde jsou uloženy peníze za práci. David jde za Edwige, která mu ukazuje video, které natočila z noci vraždy. Je jasné, že Graham byl po zastřelení Davida stále naživu a že ho nakonec zavraždila Julia. Julia, která opouští město, mu také pošle video. V něm mu sdělí, že se s ním rozchází, přizná se k vraždě a odchází. David vybere peníze za práci, vyhodí do povětří svůj dům s Danielovým tělem uvnitř a společně s Viviane se vydávají na cestu.

## Obsazení
| Nicole Garcia         | Julia Tombsthay   |
| Christophe Malavoy    | David Aurphet     |
| Michel Piccoli        | Graham Tombsthay  |
| Anaïs Jeanneret       | Viviane Tombsthay |
| Anémone               | Edwige Ledieu     |
| Richard Bohringer     | Daniel Forest     |
| Jean-Claude Jay       | Davidův otec      |
| Hélène Roussel        | Davidova matka    |
| Élisabeth Vitali      | číšnice           |
| Franck de la Personne | prodavač kytary   |
| Daniel Vérité         | útočník           |

## Ocenění
- Berlínský mezinárodní filmový festival: film byl vybrán do soutěže o Zlatého medvěda
- Syndicat Français de la Critique de Cinéma et des Films de Télévision udělil filmu Cenu kritiků za nejlepší film
- César: zvítězil v kategoriích nejlepší režie (Michel Deville) a nejlepší střih (Raymonde Guyot), dále získal nominace za nejlepší film, nejlepší herečku (Nicole Garcia), nejlepší herečku ve vedlejší roli (Anémone), nejlepší scénář (Michel Deville a Rosalinde Damamme), nejlepší výpravu (Philippe Combastel) a nejlepší plakát (Benjamin Baltimore).